# فرودگاه پوندروسا رنچ
 فرودگاه پوندروسا رنچ (به انگلیسی: Ponderosa Ranch Airport) یک فرودگاه خصوصی است که یک باند فرود آسفالت دارد و طول باند آن ۱۵۲۴ متر است. این فرودگاه در کشور ایالات متحده آمریکا قرار دارد و در ارتفاع ۱۳۹۷ متری از سطح دریا واقع شده است.